# 川原畑站
川原畑站（日语：／ Kawarabata eki */?）是位於岐阜縣稻葉郡鏡島村鏡島，名古屋鐵道鏡島線的鐵道車站（廢站）。站名取自鏡島村的字名。

## 歷史
在1924年，美濃電氣軌道鏡島線開通前，此站還未啟用。此站在2年後的1926年（大正15年）啟用。後來在戰時的1944年，包含此站在內，森屋站至鏡島站之間的區間被指定為不要不急線而暫停營業。在戰後的1954年（昭和29年），弘法口站（當日從弘法西口站改名為弘法口站）至鏡島站之間重開，當中此站沒有重開。成為了鏡島線全線廢除前（1964年（昭和39年）10月4日），唯一先行廢除的車站。
- 1924年（大正13年）4月21日 - 美濃電氣軌道鏡島線川原畑站啟用[4][5][6]。
- 1930年（昭和5年）8月20日 - 美濃電氣軌道與名古屋鐵道（第一代。同年中改名為名岐鐵道，在1935年起再改名為名古屋鐵道）合併。成為名古屋鐵道鏡島線的車站[5]。
- 1944年（昭和19年）12月11日 - 森屋站至鏡島站之間被指定為不要不急線而暫停營業[3]。
- 1954年（昭和29年）9月10日 - 弘法口站（當日從弘法西口站改名為弘法口站）至鏡島站之間重開，可是此站沒有跟隨重開（變相已經被廢除）[5][6]。

## 相鄰車站
名古屋鐵道
鏡島線
弘法西口－川原畑－鏡島

## 注腳
1. ↑  鉄道停車場一覧. 昭和12年10月1日現在 （页面存档备份，存于）（日語） 國立國會圖書館數碼化收藏 2019年2月9日參閱。
2. ↑  名古屋鉄道広報宣伝部（編）. . 名古屋鉄道. 1994: 886 （日语）.
3. 1 2  . 鄉土出版社（日语：郷土出版社）. 1997: 23. ISBN 4-87670-097-4 （日语）.
4. ↑  「地方鉄道駅設置」『官報』1926年11月16日（國立國會圖書館數碼化資料）
5. 1 2 3  . 鄉土出版社（日语：郷土出版社）. 1997: 219–230. ISBN 4-87670-097-4 （日语）.
6. 1 2  德田耕一. . JTB Can Books. JTB出版. 2005: 144. ISBN 978-4-53305-883-7 （日语）.